# Leci Brandão
Leci Brandão de Silva (Río de Janeiro, 12 de septiembre de 1944) es una cantante, compositora brasileña y una de las más importantes intérpretes de samba de la música popular brasileña.

## Biografía
Comenzó su carrera en el inicio de los años 1970, siendo la primera mujer en participar del ala de compositores de la Manguera.  A lo largo de su carrera, grabó 20 álbumes y tres compactos. Participó del Festival MPB-Shell promovido por la Red Globo, en 1980, con la música Esa tal criatura.
En 1985, grabó Eso es hondo de patio. Durante el Carnaval de 1995, fue la intérprete de la Académicos de Santa Cruz.  Actuó en la telenovela Xica de Silva de la Rede Manchete, como Severina.
En 2008, participó del clip del Día de Hacer la Diferencia de la Red Record en asociación con el Instituto Resonar.
En el carnaval 2012, fue homenajeada por la Escola de samba Académicos del Tatuapé.
Actualmente, además de dedicarse a la carrera musical, es miembro del Consejo Nacional de Promoción de la Igualdad Racial y del Consejo Nacional de los Derechos de la Mujer. Desde 2003 también viene ejerciendo la función de comentarista de los desfiles de Escolas de samba del Grupo Especial de São Paulo, por la Red Globo.

## Vida personal
Leci es una mujer lesbiana y fue la primera artista brasileña en hablar de su homosexualidad, el 6 de noviembre de 1978. Esto derivó en graves consecuencias en su carrera política. En enero de 1980, el número 20 de la publicación O Lampião da Esquina publicó una carta suya en la que la misma Leci afirmaba conocer con certeza que iba a ser expulsada del panorama político por discriminación, panorama en el que llevaba participando desde 1973.

## Carrera política
En febrero de 2010, Leci se afilió al Partido Comunista de Brasil (PCdoB) y fue candidata al cargo de Diputada Provincial por el Estado de São Paulo, habiendo sido elegida con más de 85 mil votos. Leci afirmó que su actuación en el Legislativo paulista se concentraría en proyectos de inclusión de negros en las universidades, en el respeto a la Ley Maria de la Penha, defensa de los profesores, en el combate a la intolerancia religiosa y a la homofobia.

## Discografía
- (2011) Una flor para Nelson Cavaquinho (participación) • Luna Music • CD
- (2011) La esquina libre de Leci Brandão (coletânea) • Universal Music • CD
- (2011) Eso es Leci Brandão (coletânea) • Microservice • CD
- (2010) Disney Adventures in Samba (participación) • Walt Disney Records • CD
- (2010) Disney Adventures in Samba (participación) • Walt Disney Records • DVD
- (2008) Yo y el Samba • Sonido Libre • CD
- (2007) Canciones afirmativas - En vivo • Indie Records
- (2003) La cara del pueblo • Indie Records • CD
- (2002) Los mejores del año III • Indie Records • CD
- (2002) La filhada Dueña Lecy - en vivo • Indie Records • CD
- (2002) Jorge Aragão en vivo invita • Indie Records
- (2001) Leci & invitados • Indie Records • CD
- (2000) Casa de samba 4 • Universal Music • CD
- (2000) Yo soy así • Trama • CD
- (2000) Los mejores del año II - en vivo • Indie Records • CD
- (1999) Auto-estima • Trama Music • CD
- (1996) Somos de la misma tribu • Movieplay • CD
- (1996) Éxitos de Leci Brandão • Copacabana Discos • CD
- (1995) Actitudes • RGE • CD
- (1995) Ángeles de la guardia • RGE • CD
- (1990) Ciudadana brasileña • Copacabana Discos • CD
- (1989) Las cosas que mamá me enseñó • Copacabana Discos • LP
- (1988) Un beso en su corazón • Copacabana Discos • LP
- (1987) Dignidad • Copacabana Discos • LP
- (1985) Leci Brandão • Copacabana Discos • LP
- (1980) Esa tal criatura • Polydor • LP
- (1979) Mitades • Polydor • LP
- (1977) Cosas de mi personal • Polydor • LP
- (1976) Cuestión de me gusta • Polydor • LP
- (1975) Antes que yo vuelva a ser nada • Sello Marcus Pereira • LP
- (1974) Leci Brandão • Sello Marcus Pereira • Compacto Doble
- (1974) La música de Donga • Discos Marcus Pereira • LP